# Hermann Kantorowicz
Hermann Kantorowicz (Posen, 1877. november 18. - Cambridge, 1940. február 12.) német jogtudós, a szabadjogtan (Freirechtslehre) megalapozója.

## Életpályája
Egyetemi tanulmányait Berlinben, Genfben, Münchenben és Heidelbergben végezte. 1907-től magántanár volt a freiburgi egyetemen. 1927-ben szemináriumot vezetett a Columbia Egyetemen. 1928-tól a büntetőjog professzora volt Kielben. A nemzetiszocialista hatalomátvétel után 
megfosztották katedrájától. Már 1933-tól a New York-i egyetemen tartott előadásokat. 1937-ben Cambridge-ben telepedett le és ebben a városban érte a halál.

## Jogfilozófiai nézetei
A pozitivisztikus-analitikus megközelítéssel szembeforduló szabadjogtan zászlóbontó harcos pamfletjének szerzője, aki a jogalkalmazás alkotó jellegét hangsúlyozta. Neokantiánus alapokon törekedett a jogtudomány szociologizálására illetve a jogtudomány mint értéktudomány ls a szociológia mint ténytudomány egyesítésére.

## Főbb művei
- Der Kampf um die Rechtswissenschaft (Heidelberg, 1906) (magyarul: Küzdelem a jogtudományért; In: Jog és filozófia. Szerk. Varga Csaba. Budapest, 1998. ford. Endreffy Zoltán; 48 - 71. old.)
- The Definition of Law